# Ioan Arion
Ioan Arion (n. 3 iunie 1894, Agriș, Cluj, Austro-Ungaria – d. 30 noiembrie 1918, gara Teiuș, Alba, România) a fost un stegar, veteran de război din Primul Război Mondial, singurul martir al Unirii de la 1918, împușcat în tren în timp ce flutura tricolorul.
Ioan Arion a murit, la vârsta de 24 de ani, după ce a fost împușcat de mai multe ori în zona pieptului, focurile fiind trase de la etajul Gării din Teiuș, dar și dintr-o garnitură de tren germană aflată pe linia cinci. Rănitul a murit până când trenul a ajuns de la Teiuș la Alba Iulia, distanță de 15 kilometri pe care a parcurs-o într-o oră.
În memoria martirului Ioan Arion, în anul 1994, în Stația CFR Teiuș a fost amplasată o placă comemorativă.